# 小盤大電鱝
小盤大電鱝（學名：Tetronarce microdiscus），又稱小盤大電鰩，為軟骨魚綱電鰩目電鰩科大電鱝屬的一種，分布於東南太平洋智利海域，深度180至280公尺，本體長可達36.6公分，棲息大陸棚沙泥底質水域，單獨活動，屬肉食性，在夜間捕食，體具有發電器官，用來防禦或捕食，卵胎生，生活習性不明。